# Lifetime
Lifetime Television — американский кабельный телеканал, специализирующийся на фильмах, комедиях и драмах, где в главных ролях представлены исключительно женщины. Хотя основными конкурентами Lifetime считаются Oxygen и WE tv, они никогда не достигали рейтинговых успехов своего конкурента. В связи с успехом канала в 2000 году был запущен канал Lifetime Movie Network, показывающий исключительно фильмы, в основном Lifetime Movies.

## Список программ
В настоящее время на канале транслируются оригинальные телефильмы, программы, реалити-шоу (такие как «Проект Подиум» и «Мамы в танце», и драматические сериалы («Коварные горничные» и «Ведьмы Ист-Энда»). В дополнение к оригинальным, канал демонстрирует синдицированные повторы таких шоу как «Анатомия страсти» и «Новые приключения старой Кристин».
Ранее на канале демонстрировалось несколько весьма успешных драматических сериалов, с уклоном на феминистскую политику и семейные проблемы. Самой успешной и продолжительной драмой в истории канала стала «Армейские жёны», шоу с Ким Дилейни в главной роли выходило с 2007 по 2013 год. Наиболее длительными также были «Теперь в любой день» (1998—2002) с Энни Поттс и Лоррейн Туссен в главных ролях, «Женская бригада» (2001—2004) с Бонни Беделиа, «Сильное лекарство» (2000—2006) с рядом ранее успешных телеактрис, и «До смерти красива» (2009—2014). Неудачными, в рейтинговом плане, проектами стали криминальные драмы «Особый взгляд» (2006) с Эбигейл Спенсер, «Защитница» (2011) с Элли Уокер, а также «Лицом к стене» (2011).

### Фильмы
Lifetime наиболее известен благодаря своим телефильмам для женщин. В 2012 году канал даже запустил реалити-шоу «Моя жизнь в фильмах Lifetime». Среди последних успехов следует выделить фильм 2012 года «Стальные магнолии», ремейк одноименного фильма 1989 года, привлекший крупнейшую для канала с 2006 года аудиторию. Часто для сюжета фильмов используются реальные возмутительные истории. Среди таких фильмов можно выделить «Жизнь не сказка: История Фантазии Баррино», «История Аманды Нокс», «Похищенные: Белая история Карлины», «Убийство принцессы Дианы», Бритни навсегда и «Жена пастора».
Многие телевизионные актрисы весьма часто снимались в фильмах Lifetime. Среди них были Сьюзан Луччи, Хизер Локлир, Джейми Лунер, Гейл О’Грэйди, Шэрон Лоуренс, Валери Бертинелли, Келли Мартин, Джанин Тёрнер, Шеннен Доэрти, Тиффани Тиссен, Тори Спеллинг, Кэтрин Хикс, Лиз Вэсси, Джудит Хоаг, Ясмин Блит, Шарлотта Росс, Ким Рейвер и Сидни Пенни. Также более крупные имена несколько раз исполняли главные роли в фильмах канала, в том числе Дана Дилейни, Вирджиния Мэдсен, Марша Гей Харден, Кэти Бейтс, Мэделин Стоу, Джоан Аллен и Ширли Маклейн.

### Текущие оригинальные сериалы
- Коварные горничные (2013—2016)
- Ведьмы Ист-Энда (2013 —)
- Лотерея (2014 —)
- Нереально (2014)[5]
- Дэмиен (2015)[6]

## В поп культуре
Из-за феминистического уклона в программировании сеть в шутку прозвали «Телеканал Эстрогена» и «Жизнь жены». Многие также критикуют сеть за чрезмерную шаблонность в фильмах. В одном из эпизодов сериала «Family Guy» была пародия на лозунг канала как: «Lifetime movie, которое смотрят идиоты». В другом эпизоде сериала один из героев смотрел выдуманный Lifetime movie с Валери Бертинелли в главной роли, который назывался «Мужчина — это террорист и навредит вам, потому что это Lifetime».
В комедийном сериале «Красотки в Кливленде» одна из главных героинь, телевизионная актриса Виктория Чейз, которую играет Уэнди Мэлик, часто ссылается в разговорах на свои фильмы для канала Lifetime.

## Слоганы
- Телевидение для женщин (1995—2006)
- Моя история на Lifetime (2006—2008)
- Включи. Смотри. Поделись. (2008—2012)
- Your Life. Your Time. (2012-)